# نصرت أباد (بل دشت)
نصرت‌ أباد هي قرية في مقاطعة بل دشت، إيران. عدد سكان هذه القرية هو 388 في سنة 2006.